# Lophomachia lepta
Lophomachia lepta là một loài bướm đêm trong họ Geometridae.